# ハワイアンガーデンズ (カリフォルニア)
ハワイアンガーデンズ（英: Hawaiian Gardens）は、アメリカ合衆国カリフォルニア州ロサンゼルス郡の都市。人口は1万4159人（2019年推計）。地名はかつて町の中心にあった果物店から来ている。この店は1920年代に開店し派手な外観で地域の名物店となっていた。1964年の法人化の際に市名に採用された。

## 教育
*すべての下にABC統一学区
- ハワイアン小学校
- ファリス F フェッド中学校[7]
- アルテシア高校（レイクウッドに）

## 地理
総面積は2.6 km2で、ロサンゼルス郡内最小である。